# Джевон Балфур
Джевон Балфур (англ. Jevon Balfour; нар. 3 грудня 1994, Скарборо, Торонто, Онтаріо) — канадський борець вільного стилю, дворазовий срібний призер Панамериканських чемпіонатів, бронзовий призер Панамериканських ігор, срібний та бронзовий призер Ігор Співдружності.

## Життєпис
Боротьбою почав займатися з 2009 року. У 2014 році став бронзовим призером Панамериканського чемпіонату серед юніорів.
Виступав за борцівський клуб «Брок» Сент-Кетерінс. Тренер — Марті Колдер (з 2012).

## Спортивні результати на міжнародних змаганнях

### Виступи на Чемпіонатах світу
| Змагання                        | Збірна | Вагова категорія          | Місце |
| ------------------------------- | ------ | ------------------------- | ----- |
| Чемпіонат світу з боротьби 2015 | Канада | вільна боротьба, до 74 кг | 29    |
| Чемпіонат світу з боротьби 2017 | Канада | вільна боротьба, до 74 кг | 24    |

### Виступи на Панамериканських чемпіонатах
| Змагання                                   | Збірна | Вагова категорія          | Місце  |
| ------------------------------------------ | ------ | ------------------------- | ------ |
| Панамериканський чемпіонат з боротьби 2015 | Канада | вільна боротьба, до 74 кг | Срібло |
| Панамериканський чемпіонат з боротьби 2017 | Канада | вільна боротьба, до 74 кг | 7      |
| Панамериканський чемпіонат з боротьби 2018 | Канада | вільна боротьба, до 74 кг | 5      |
| Панамериканський чемпіонат з боротьби 2019 | Канада | вільна боротьба, до 74 кг | Срібло |

### Виступи на Панамериканських іграх
| Змагання                  | Збірна | Вагова категорія          | Місце  |
| ------------------------- | ------ | ------------------------- | ------ |
| Панамериканські ігри 2015 | Канада | вільна боротьба, до 74 кг | 5      |
| Панамериканські ігри 2019 | Канада | вільна боротьба, до 74 кг | Бронза |

### Виступи на Іграх Співдружності
| Змагання                | Збірна | Вагова категорія          | Місце  |
| ----------------------- | ------ | ------------------------- | ------ |
| Ігри Співдружності 2014 | Канада | вільна боротьба, до 65 кг | Срібло |
| Ігри Співдружності 2018 | Канада | вільна боротьба, до 74 кг | Бронза |

### Виступи на інших змаганнях
| Змагання                                   | Збірна | Вагова категорія          | Місце  |
| ------------------------------------------ | ------ | ------------------------- | ------ |
| Турнір міста Сассарі з боротьби 2014       | Канада | вільна боротьба, до 70 кг | 8      |
| Henri Deglane Challenge 2014               | Канада | вільна боротьба, до 74 кг | 5      |
| Турнір міста Сассарі з боротьби 2015       | Канада | вільна боротьба, до 74 кг | Бронза |
| Турнір міста Сассарі з боротьби 2016       | Канада | вільна боротьба, до 74 кг | Бронза |
| Міжнародний меморіал Дейва Шульца 2017     | Канада | вільна боротьба, до 74 кг | Срібло |
| Кубок Канади з боротьби 2017               | Канада | вільна боротьба, до 74 кг | Золото |
| Гран-прі Іспанії з боротьби 2017           | Канада | вільна боротьба, до 74 кг | Срібло |
| Cerro Pelado International 2018            | Канада | вільна боротьба, до 74 кг | 5      |
| Кубок Канади з боротьби 2018               | Канада | вільна боротьба, до 74 кг | Срібло |
| Гран-прі Іспанії з боротьби 2018           | Канада | вільна боротьба, до 74 кг | Золото |
| Відкритий чемпіонат Польщі з боротьби 2018 | Канада | вільна боротьба, до 74 кг | 9      |
| Гран-прі Іспанії з боротьби 2019           | Канада | вільна боротьба, до 74 кг | Срібло |

### Виступи на змаганнях молодших вікових груп
| Змагання                                                 | Збірна | Вагова категорія          | Місце  |
| -------------------------------------------------------- | ------ | ------------------------- | ------ |
| Панамериканський чемпіонат з боротьби серед юніорів 2014 | Канада | вільна боротьба, до 66 кг | Бронза |
| Чемпіонат світу з боротьби серед юніорів 2014            | Канада | вільна боротьба, до 66 кг | 17     |
| Чемпіонат світу з боротьби серед молоді 2017             | Канада | вільна боротьба, до 74 кг | 13     |